# Salsola forcipitata
Salsola forcipitata är en amarantväxtart som beskrevs av Modest Mikhaĭlovich Iljin. Salsola forcipitata ingår i släktet sodaörter, och familjen amarantväxter. Inga underarter finns listade i Catalogue of Life.